# Kevin Barry (boxare)
Kevin Barry, född 10 oktober 1959 i Christchurch, Nya Zeeland, är en nyzeeländsk boxare som tog OS-silver i lätt tungviktsboxning 1984 i Los Angeles. I finalen förlorade han mot Anton Josipović från Jugoslavien.